# Ischnocnema erythromera
Espèce
Synonymes
- Eleutherodactylus erythromerus Heyer, 1984

Statut de conservation UICN

 DD  : Données insuffisantes
Ischnocnema erythromera est une espèce d'amphibiens de la famille des Brachycephalidae.

## Répartition
Cette espèce est endémique de l'État de Rio de Janeiro au Brésil. Elle se rencontre de 800 à 1 000 m d'altitude à Teresópolis.

## Description
Les mâles mesurent de 22,3 à 24,4 mm et les femelles de 24,3 à 35,3 mm.

## Publication originale
- Heyer, 1984 : Variation, systematics, and zoogeography of Eleutherodactylus guentheri and closely related species (Amphibia: Anura: Leptodactylidae). Smithsonian Contributions to Zoology, no 402, p. 1-42 (texte intégral).